# Neo-Porte
Neo-Porte（ネオポルテ）とは、バーチャルYouTuber（以下VTuber）事務所である。
Vtuberの渋谷ハル、プロゲーミングチームの Crazy Raccoon、歌手のまふまふ、そらるがプロデュースを行っている。

## 略歴
- 2021年10月23日、VTuber事務所meriseとして設立[3]。2022年2月27日、meriseに似た名前の会社があったため、事務所名をNeo-Porteへと変更した[4]。同年3月21日から6名の1期生がデビューした[5]。さらに12月には、2期生4名が順次デビューした[6]。
- 2023年5月2日には、3期生3名のデビューと0期生（渋谷ハル・白雪レイド）の3Dモデル制作を行うことを発表[7][8]。同年9月には、4期生2名がデビューした[9]。12月27日には、「【箱企画】Neo-Porte年末振り返りSP【2023】」にて5期生3名のデビュー[10]と、1期生の3D制作決定を発表した[11]。
- 2025年2月19日、2月1日付けで株式会社Brave groupと経営統合したことを発表。これまでの4人での運営体制は引き続き維持しBrave groupによる共同運営体制となる[12]

## 所属タレント
0期生
- 渋谷ハル（しぶやハル）

- 白雪レイド（しらゆきレイド）
  - 初期メンバーとして参加[13]。

1期生
2022年3月21日から1日1人ずつデビュー
- 或世イヌ（あるせイヌ）
- 緋月ゆい（ひづきゆい）
  - 2022年8月12日 NHK『ぶいあーる!〜VTuberの音楽Radio〜』にゲストとして出演[15]。
  - アニメ『異世界のんびり農家』エンディングテーマ『Feel the winds』を担当[16]。
- 夜絆ニウ（よづなニウ）
- 水無瀬（みなせ）
- 天帝フォルテ（てんていフォルテ）

2期生
2022年12月1日にデビュー発表され、12月10日から1人ずつ順次デビュー配信が行われた。。
- 心白てと（こはくてと）
- 久我レオ（くがレオ）
- 絲依とい（いといとい）

3期生
2023年5月2日にデビュー発表、5月5日に順次デビュー配信が行われた。
- 瀬尾カザリ（せおカザリ）
- 幽乃うつろ（かすかのうつろ）
- 昏昏アリア（こんこんアリア）

4期生
2023年9月4日より活動開始。
- 青桐エイト（あおぎりエイト）
- 柊ツルギ（ひいらぎツルギ）
  - 日本eスポーツアワード2024にて、Vtuber賞を受賞[17]。

5期生
2023年12月27日にデビュー発表。2024年1月10日にビジュアル公開、1月14日にデビューした。
- 八神ツクモ（やがみツクモ）
- 白那しずく（しろなしずく）
- 麻倉シノ（あさくらシノ）

6期生
2024年6月23日にデビュー発表、6月30日にデビュー配信が行われる。
- 甘音あむ（あまねあむ）
- 日裏クロ（ひうらクロ）
- 鬼ヶ谷テン（おにがやテン）

7期生
2025年6月11日にデビュー発表、6月13日にデビュー配信が行われる。
- 光葉エニ（みつばエニ）

### 過去の所属タレント
- 凪夢夛（なゆた） ‐ 2022年3月23日デビューの元1期生。2023年7月15日、契約に違反する行動を行っていた事実を確認したため契約解除[18]。
- 鱗水スイ（うろこみスイ） - 2022年12月13日デビューの元2期生。2024年6月17日をもって卒業[19]。

## スタッフ・関係者

### 運営[3]
- 渋谷ハル
- Crazy Raccoon
- まふまふ
- そらる

### 関係者
- Kaoru Miyazaki - meriseとNeo-Porteのロゴデザインを担当[20]。